# Licnozetes multiareolatus
Licnozetes multiareolatus är en kvalsterart som beskrevs av Balogh och Sandór Mahunka 1969. Licnozetes multiareolatus ingår i släktet Licnozetes och familjen Microzetidae. Inga underarter finns listade i Catalogue of Life.